# Wenzhou
Wenzhou ou Wenchow (温州) é uma cidade da província de Zhejiang, na China. Localiza-se no sudeste da província e faz fronteira com a Lishui, a oeste, Taizhou no norte, e Fujian, ao sul. É cercada por montanhas, o Mar da China Oriental, e 436 ilhas, enquanto as suas terras planas são quase inteiramente ao longo de sua costa do Mar da China Oriental, que tem cerca de 355 quilômetros de comprimento.

## Ligações externas

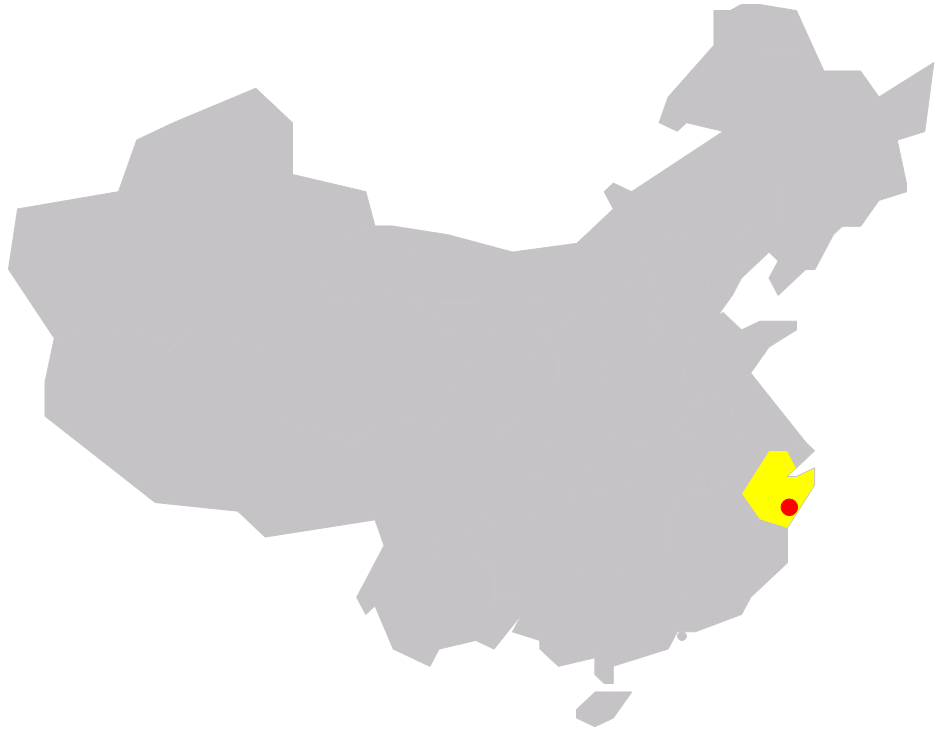
Localização de Wenzhou